# Бокс
Бокс (енгл. boxing), такође познат као пугилизам (омиљено име међу његовим љубитељима је и „племенита вештина”) је борилачки спорт и борилачка вештина у којем два учесника сличне масе ударају један другог својим песницама у току серије троминутних интервала који се зову рунде. Боре се користећи само песнице са рукавицама, ударајући свог противника од појаса нагоре, унутар ринга посебно дизајнираног за ту сврху; борба се одвија у кратким секвенцама борбе које се називају рундама и према прецизним правилима, која регулишу категорије тежине и трајање меча, између осталог. Иако се реч „бокс” обично приписује „енглеском боксу”, у којем учествују само песнице, он се развијао на различите начине у различитим географским подручјима и културама света. У општим цртама, „бокс” данас представља скуп борачких спортова усмерених на ударање, у којима се два противника суочавају у борби користећи барем песнице и евентуално укључујући друге акције попут удараца ногом, лактовима, коленима, главом, у зависности од правила. Неке од ових варијанти су бокс голим рукама, кикбокс, муаи-таи, летвеи, савате или санда. Технике пугилизма су уграђене у многе борилачке вештине, војни тренинг, самоодбрану и друге борачке спортове. Након укључивања у Олимпијске игре у антици у 7. веку п. н. е., прва кодификација правила која регулишу боксерске мечеве датира из 1743. године, док су правила која су и даље на снази установљена 1889. године од стране маркиза од Квинсберија, који је између осталог увео употребу рукавица.
Традиционално се сматрао искључиво мушком спортском праксом, иако постоје и жене које се баве овим спортом. Признавање права жена и напредак у борби против дискриминације омогућили су да се у последњим деценијама забележи процват женског бокса, па су Панамеричке игре 2011. и Летње олимпијске игре 2012. у Лондону укључиле женски бокс у неколико категорија.
Овај познати спорт коришћен је као референца за различите филмске пројекте, као што су, на пример, серијали дугометражних филмова Роки или Крид.

## Историја
Ударање различитим екстремитетима тела, као што су ударци ногом и ударци песницом, као чин људске агресије, постојало је широм света током целе људске историје, будући да је то систем борбе стар колико и рвање. Међутим, што се тиче спортског такмичења, због недостатка писања у праисторији и мањка референци, није могуће утврдити правила било које врсте бокса у праисторији, а у антици се могу само наслутити из ретких очуваних извора и референци на спорт.
Од својих почетака, бокс је био популаран спорт, практикован и пре него што је укључен у Олимпијске игре. Међу спортовима који су се практиковали у старој Грчкој, био је и бокс. У Риму, такмичари су користили цестус, металне штитнике за руке, опточене ексерима, којима су чак и убијали своје противнике.
Борба и бокс су два најстарија спорта, а постоје записи који сежу до четвртог миленијума пре нове ере, у Египту и на Истоку, иако су се њихови облици мењали у зависности од епохе и културе у којој су настајали различити стилови. Први подаци о боксерској борби у модерним временима лоцирани су у Енглеској 1681. године: војвода од Албермарла организовао је борбу између свог батлера и свог месара. Већ у 18. веку се борило за новац (у то време без рукавица), а гледаоци су се кладили. Обично су ове борбе завршавале фатално.
Први шампион у тешкој категорији био је Енглез Џејмс Фиг, 1719. године. Први правилник формулисао је 1743. године шампион Џек Бротон; касније је модификован и мењан. Године 1865. почиње да се примењује правилник који је саставио маркиз од Квинсберија, а који је остао на снази до данас. Последњи шампион тешке категорије голим рукама био је Американац Џон Л. Саливан, који се борио и победио у последњој овлашћеној борби овог типа 1889. године против Џејка Килрејна. Под правилима Квинсберија, када је морао да користи рукавице, Саливан је изгубио шампионат тешке категорије, поражен од Џејмса Корбета у Њу Орлеансу, Луизијана, 7. септембра 1892. године. Током 20. века, бокс је уживао светску популарност у многим земљама. Његов процват био је повољан за оснивање различитих тела и организација које су регулисале и промовисале ову праксу. Исто тако, успешно су основани спортски објекти посвећени настави и вежбању пугилистичког фокуса. Спорт је произвео многе истакнуте спортисте, тада великом већином мушкарце, а многи професионални догађаји су промовисани и телевизијски преношени. Неки мечеви су постали познати, а дела, укључујући филмске изразе, укључивала су тему бокса или су створена око боксера.
Почетком 21. века, бокс напредује у учешћу жена, али пандемија ковида 19 омета континуитет такмичења и догађаја, како женског тако и мушког пугилизма. Током првог квартала 2021. године, одржавају се догађаји уз примену сигурносних мера због здравствене ванредне ситуације.

### Претече
Најстарији познати приказ било ког облика бокса потиче са сумерског рељефа у Ираку, из трећег миленијума пре нове ере. Рељефна скулптура из Тебе (око 1350. п. н. е.) приказује и боксере и гледаоце. Ови рани прикази са Блиског истока и из Египта приказивали су такмичења где су борци били голи или су имали траку која је подржавала зглоб. Најранији докази о употреби рукавица могу се наћи на минојском Криту (око 1500–1400. п. н. е.). Разни типови бокса постојали су у старој Индији. Најраније референце на мушти-јуду потичу из класичних ведских епова као што су Ригведа (око 1500. до 1000. п. н. е.) и Рамајана (од 7. до 4. века п. н. е.). Махабхарата описује два борца како боксују затвореним песницама и боре се ударцима ногу, прстију, колена и главе, током владавине краља Вирате. Дуели (нијудам) су се обично водили до смрти. Током периода западних сатрапа, владар Рудрадаман, поред тога што је био добро упућен у „велике науке”, које су укључивале индијску класичну музику, санскритску граматику и логику, говорило се да је био одличан коњаник, возач кочија, јахач слонова, мачевалац и боксер. Гурбилас Шеми, сикски текст из 18. века, нуди бројне референце на мушти-јуду. Ова борилачка вештина је повезана са другим облицима борилачких вештина које се налазе у другим деловима индијске културне сфере, укључујући Муаи Таи на Тајланду, Муаи Лао у Лаосу, Прадал Сереи у Камбоџи и Летвеи у Мјанмару.
Египатски пугилисти су користили неку врсту рукавице која је покривала песницу до лакта. Обичај коришћења рукавица се такође налази на Криту, а затим у старој Грчкој, где већ постоје референце на бокс у Илијади Хомера у 8. веку пре нове ере:
Спремна оба борца, ступише у средину арене, подигоше снажне руке, насрнуше један на другога и преплетоше се јаке руке. Страшно су шкрипале вилице и зној је избијао из свих удова. Божанствени Епеј, нападајући, зададе ударац у образ свог ривала, који га је вребао; и Еуријал није дуго остао на ногама, јер су му лепи удови малаксали. Као што се море узбурка под ударом Бореја, па риба скочи на обалу пуну алги, а црни таласи је одмах прекрију; тако је Еуријал, примивши ударац, скочио уназад. Али великодушни Епеј, ухвативши га за руке, подиже га; окружише га другови и однесоше га из арене — вукао је ноге, пљувао црну крв и глава му се нагињала на једну страну; — посадише га међу њих, онесвешћеног, и одоше по двоструки пехар.— Илијада, 23. певање, стихови 676-699
Године 688. п. н. е., бокс је укључен у XXIII Олимпијске игре антике под именом пигме или пигмахија (на грчком борба песницама; pyg, ‘песница’, и makhe, ‘борба’), где се као први олимпијски шампион у боксу прославио Ономаст из Смирне. У Грчкој, пугилисти су тренирали са врећама песка званим корикос и користили кожне каишеве зване химантес, који су им покривали руке и зглобове, а понекад и подлактице, остављајући прсте слободним. У 4. веку п. н. е., химантес су еволуирали у спахире, а затим у рукавице, назване оксеис химантес. Глава противника је била главни циљ за ударање, и мало је доказа који указују да је циљање тела и употреба удараца ногама било уобичајено.
Бокс се такође практиковао у раним временима старог Рима, али је практично елиминисан као активност широм Европе са појавом хришћанства. Супротно ономе што се десило у Европи, бокс је имао велику распрострањеност широм Азије. Процењује се да се почетком хришћанске ере појавио муаи боран или древни бокс у југоисточној Азији.
Легендарно, стварање Шаолин бокса или кинеског бокса (Шао-Лин-Чуан) приписује се Бодидарми, хиндуистичком монаху и будистичком патријарху који је живео у 5. веку, због његовог појављивања у манастиру Шаолин, иако су савремени кинески историчари озбиљно довели у питање истинитост легенде и пронашли доказе о постојању бокса у Кини пре ширења будизма. Дефинитивне форме Шаолин бокса створили су Чуех-Јуан, Паи-Ју-Фенг и Ли-Чинг, вероватно током династије Минг (1368–1644). У шао лин чуану, пракса бокса је уско повезана са контролом чија, унутрашње енергије која се приписује живим бићима:
Без Чија, нема снаге. Боксер који виче и махнито баца руку, нема праву снагу у свом ударцу. Прави боксер није спектакуларан, али његова песница је тешка као планина. То је зато што поседује Чи. Након дуге праксе, Чи се може усмерити на било коју тачку напада по жељи. Воља командује Чијем, који се може тренутно поставити на било коју тачку.— Чуех-Јуан.
У 13. веку, у Сијаму се појављује муаи таи или тајландски бокс, који је постао професионални спорт у 17. веку. Од свог настанка, муаи таи се практиковао на квадратном простору ограниченом конопцем на поду. Дана 17. марта 1774. године, тајландски боксер Наи Каномтом победио је десет бурманских шампиона, подвиг за који је награђен титулом Оца Муаи Таија.
У 17. веку, истовремено са ширењем Британске империје и Француске у Азији, пугилизам је стигао у Енглеску, где је добио назив боксинг или енглески бокс, док су у Марсељу, морнари под утицајем бокса из југоисточне Азије почели да обликују савате или француски бокс.

### Ера бокса голим рукама

#### Порекло енглескогбоксинга
Реч боксинг се већ користила у Енглеској у 16. веку за тучу песницама. Али први запис о боксерском мечу, као спортском такмичењу између два противника, датира из 1681. године, док прва употреба речи боксинг за спорт датира из 1711. У 18. веку бокс је постао веома распрострањен спорт у Уједињеном Краљевству и његовим колонијама, стигавши тако и у Америку. Током два века борбе су се одвијале без рукавица (голим рукама) и без временског ограничења, са циљем организовања кладионичарских спектакала, што је представљало веома насилну праксу у којој су пугилисти често били озбиљно повређени или убијени. У тим раним годинама гледаоци су формирали прстен (ринг) око бораца, који су обично били мушкарци, мада су се одржавале и борбе жена, па чак и животиња.
У првим деценијама 18. века, у Лондону су се појавиле особе које су се самопроглашавале „Мајсторима одбране” (енгл. Masters of Defense). Године 1719, један од ових „мајстора”, Британац Џејмс Фиг, прогласио се шампионом Енглеске и изазвао било коју белу особу да га победи, у рингу амфитеатра који је сам изградио у гостионици Грејхаунд, у Тејму, Оксфордширу, а касније и у Лондону. Процењује се да је између 1719. и 1730. или 1734. Фиг имао 270 борби, победивши у свима осим у једној. Након Фигове смрти 1734, један од лондонских листова објавио је следећу хронику:
Прошле суботе одржано је такмичење у вештини између непобеђеног хероја, „Смрти”, с једне стране, и до тада непобеђеног хероја „г. Џејмса Фига”, чувеног борца за награду и Мајстора племените науке одбране. Битка је била упорно вођена са обе стране, али је на крају први однео потпуну победу, а други, приморан да се покори надмоћнијем противнику, храбро и достојанствено се повукао, издахнувши те вечери у свом дому у улици Оксфорд.

#### Бротонова правила
Џек Бротон је био Фигов наследник. Увео је технички и методичан приступ у праксу спорта, оптимизујући ударце и кретање. Године 1741. победио је Џорџа Стивенсона у борби која је трајала 35 минута, након чега је Стивенсон преминуо неколико дана касније. Бротон је првобитно напустио бављење боксом, али се затим уверио да су му потребна правила осмишљена да спрече да пугилисти претрпе неповратну штету.
Тако је 16. августа 1743. Џек Бротон у свом амфитеатру на Тотенхем Корт Роуду објавио прва правила модерног бокса, која ће постати позната по његовом имену и донети му признање као „оцу енглеског бокса”. Бротонова правила су се састојала од седам правила која су била обавезна за пугилисте који су пристали да боксују у његовом амфитеатру. Правила су налагала обавезу повлачења на своју страну ринга након пада противника; бројање од пола минута након пада да би се такмичар поставио у центар ринга и наставио борбу или био сматран „побеђеним човеком”; да само пугилисти и њихови секунданти могу ући у ринг; забрану приватних договора између пугилиста о подели новца; избор умпира за решавање спорова између боксера; забрану ударања противника док је на поду, и дозвољавање захвата само изнад струка.
Бротон је такође створио подигнуте боксерске рингове и увео употребу рукавица на тренинзима и демонстрацијама, како би ублажио ударце. Бротонова правила су остала на снази, уз неке измене, до 1838. године, када су замењена Правилима лондонског наградног ринга.
У овом периоду бокс је уведен у Сједињене Државе. Први амерички боксер о коме се зна је Бил Ричмонд (1763–1829), Афроамериканац рођен као роб, познат као „Црни Терор”, који је изгубио само једну борбу 1805. године, када се са 41 годином борио против тадашњег светског шампиона Тома Криба и био поражен у 60. рунди. Тада се истакао и Том Молино (1784–1818), роб из Вирџиније који је своју слободу купио зарадом од бокса и који је такође изгубио од Криба 1811. године.

#### Правила лондонскогнаградног ринга
Године 1838. Британска асоцијација за заштиту пугилиста (енгл. British Pugilists’ Protective Association) установила је нови скуп правила за бокс, који се брзо проширио по Уједињеном Краљевству и Сједињеним Државама. Нове одредбе су засноване на Бротоновим правилима и биле су познате као „Правила лондонског наградног ринга” (енгл. London Prize Ring Rules).
Правила лондонског наградног ринга из 1838. састојала су се од 23 правила. Она су успоставила стандард за изградњу рингова од 24 стопе (7,3 м) са сваке стране, одредила улоге помоћника боксера, судија и рефера, регулисала „углове”, 30 секунди за палог боксера да се врати у центар ринга спреман за наставак борбе, и разне забране као што су улазак у ринг током рунде, обраћање или напад помоћника на противничког боксера, ударање главом, ударање палог противника или противника са једним коленом на поду, ударање испод појаса, коришћење прстију или ноктију за повређивање противника, ударање ногом, итд.
Правила лондонског наградног ринга су задржала бокс голим рукама, али су увела могућност да сваки боксер може да спусти једно колено на под како би зауставио борбу током бројања од 30 секунди, како би му се омогућио бољи опоравак. Године 1853. правила лондонског наградног ринга су проширена, а 1866. су успостављена „Нова правила” која је одобрило новоосновано Pugilistic Benevolent Society.
Током ере пугилизма голим рукама није постојао аматерски бокс. Борбе су се увек одржавале за „награду” у новцу — одатле термин prize-ring — а гледаоци су се кладили и исплате су вршене на лицу места. Активност је увек била илегална, али је опстала јер је имала велику подршку народа и јер су је подржавали многи утицајни људи.
Такође није било различитих категорија према тежини пугилиста. Постојао је само један „шампион”, који је обично био један од најтежих. Термин „лака категорија” почео је да се користи почетком 19. века и понекад су се организовале борбе између лакших људи, али није постојао посебан шампионат за њих.
Бокс голим рукама „за награду” био је ограничен на англосаксонске земље, и иако су у 18. веку главни боксери били Британци, током 19. века Сједињене Државе су потиснуле Енглеску, како као главно место борби, тако и по пореклу најистакнутијих боксера.
Средином 19. века, међутим, декаденција бокса голим рукама била је очигледна:
Средином деветнаестог века борба за награду (prize fighting)... претрпела је, из различитих унутрашњих разлога, нагли пад популарности. Борба за награду, која је увек имала сумњиву везу са криминалним подземљем, сада је очигледно постала средство за интересе клађења: борбе су намештане, борци и судије подмићивани, а идеал чисте борбе уступио је место претпоставци корупције.— Џек Андерсон.
Тако је пугилизам голим рукама полако нестајао. Године 1882. енглески судови су одлучили, у случају Р против Конија, да борба голим рукама представља кривични напад који наноси повреде, без обзира на то да ли је постојао пристанак учесника.
Дана 8. јула 1889. одржана је борба Саливан-Килрејн, која се сматра последњом шампионском борбом голим рукама, са победом првог. Управо се Американац Џон Л. Саливан сматра мостом између бокса голим рукама и бокса са рукавицама, будући да је био последњи светски шампион првог и први шампион другог.

### Ера бокса у рукавицама

#### Правила маркиза од Квинсберија
Године 1867. у Лондону је отворен полиспортски центар Лили Бриџ Граундс. Тамо је, на иницијативу Џона Грејема Чејмберса, седиште основао Amateur Athletic Club, организација која је те године одлучила да организује прва првенства у „аматерском боксу” у историји, установљавајући такође по први пут три категорије према тежини пугилиста: лака, средња и тешка. Турнир је спонзорисао Џон Даглас, 9. маркиз од Квинсберија, и користио је скуп од дванаест правила која је Чејмберс написао две године раније, а која ће бити објављена у том тренутку под називом „Квинсберијева правила за спорт бокса”, или како су универзално позната, Правила маркиза од Квинсберија.
Правила маркиза од Квинсберија су утемељила модеран бокс. У њима је установљено да боксери морају носити рукавице, да рунде морају трајати три минута са минутом одмора између њих, бројање до десет за палог боксера и забрана хватања, гурања или грљења противника.
Први боксер који је освојио светску титулу по овим правилима био је Американац Џим Корбет, који је победио Џона Л. Саливана 1892. године у Атлетском клубу „Пеликан” у Њу Орлеансу, САД. Са постепеним прихватањем правила маркиза од Квинсберија, настале су две јасно одвојене гране бокса: професионална и аматерска. Свака од њих је произвела своје локалне, националне и међународне регулаторне органе, са сопственим варијацијама правила.
На Олимпијским играма у Сент Луису 1904., САД, бокс је укључен као олимпијски спорт, са седам класичних категорија: тешка, полутешка, велтер, лака, перолака, бантам и мува.

#### Ширење бокса по свету
Од краја 19. века бокс је почео да се шири у неанглосаксонске земље, пре свега у оне у којима је постојао британски или амерички утицај, као што су Аргентина, Уругвај, Панама, Куба, Мексико, Порторико, Филипини, Јужноафричка Република и Шпанија. У Еквадору и Мексику спорт је познат као бокс. У Аргентини, прво боксерско првенство одржано је у децембру 1899. године, а шампион је постао Хорхе Њубери, један од пионира спорта у тој земљи. Године 1903. основана је Француска федерација боксерских клубова. У Шпанији, Барселона је угостила неколико боксерских сала — више волонтерских него научних — од 1876. године. Године 1903. у Барселони је основан Sportsmen’s Club, у којем је француски професор Видал држао егзибиције бокса, а 1908. године његов нећак, Жан Видал, отворио је боксерску салу у Гимназији Вила. У то време бокс се такође практиковао, у мањем обиму, у Баскији или у Шпанском гимнастичком друштву у Мадриду.
У јуну 1923. године, са разликом од неколико дана, Француз Ежен Крики и Филипинац Панчо Виља постали су први неанглосаксонски светски шампиони, освојивши титулу у перолакој, односно мува категорији. Исте године, Аргентинац Луис Анхел Фирпо борио се за светску титулу у тешкој категорији против шампиона Џека Демпсија, избацивши га из ринга једним ударцем, иако му победа није призната. Године 1928, Аргентинци Артуро Родригез Хурадо и Виктор Авендањо постали су први ибероамериканци који су се крунисали светским шампионима освојивши златну медаљу на Олимпијским играма у Амстердаму, у тешкој и полутешкој категорији. Године 1929. Панамац Панама Ал Браун постао је први ибероамериканац који је освојио професионалну светску титулу, поставши шампион у бантам категорији. Амерички боксери су доминирали светским боксом, посебно у тешкој категорији, освојивши већину титула. Од 115 победа за професионалну титулу у тешкој категорији, од 1885. до краја 2008. године, 81 је припала боксерима из Сједињених Држава. Међу најистакнутијима су Џек Демпси, Џо Луис, Роки Марчано, Арчи Мур (рекорд од 141 нокаута), Мухамед Али, Џо Фрејзер, Џорџ Форман, Мајк Тајсон, итд.
Први шампион у тешкој категорији који није био Американац био је Британац Боб Фицсимонс (1889–1905), први који је увео рад ногу и бочне покрете. Од тада до 1980. године, било је само четири шампиона у тешкој категорији који нису били Американци: Канађанин Томи Бернс (1908–1915), Немац Макс Шмелинг (1932–1933), Италијан Примо Карнера (1934–1935) и Швеђанин Ингемар Јохансон (1960–1962). Године 2001. Порториканац Џон Руиз постао је први Латиноамериканац који је освојио светску титулу у тешкој категорији.
Други велики светски професионални шампиони, у осталим категоријама, били су: Рикардо Лопез у сламка и мува категорији; Џони Тапија и Каосаи Галакси у мува категорији; Едер Жофре и Пасквал Перез у бантам категорији; Габријел Елорде у перолакој и суперперолакој; Кид Чоколејт, Хулио Сесар Чавез и Мани Пакјао у суперперолакој категорији; Алексис Аргвељо у суперперолакој и лакој категорији; Кид Памбеле, Вилфред Бенитез, Шугар Реј Робинсон, Роберто „Камена Песница” Дуран, Томи Хернс и Марвин Хаглер у велтер категорији; Џејк Ламота и Карлос Монзон у средњој категорији; итд.
У аматерском боксу такође су доминирали — иако мање него у професионалном — амерички боксери, а за њима Кубанци. На олимпијској листи медаља у боксу, од 1904. до 2008. године, првих десет позиција према броју освојених златних медаља су: Сједињене Америчке Државе (48), Куба (32), Италија (15), Совјетски Савез (14), Велика Британија (14), Мађарска (10), Пољска (8), Русија (8), Аргентина (7) и Јужноафричка Република (6). Међу олимпијским шампионима који нису прешли у професионалце истичу се Кубанци Теофило Стевенсон и Феликс Савон, и Мађар Ласло Пап, сваки од њих троструки олимпијски шампион.
Током целог 20. века додавале су се нове категорије и мењали њихови лимити, проширујући распон од најлакше, минималне или сламка категорије, до најтеже, супертешке категорије, која је тренутно на снази.
Такође су се мењали и дужина борби и рунди. У професионалном боксу, 1982. године, Светски боксерски савет је покренуо иницијативу, коју су касније следиле и друге организације, да се трајање борби за титулу смањи на дванаест рунди — пре је било петнаест — након што је боксер Дук Ко Ким преминуо од последица оштећења мозга задобијених у борби, прекинутој у 14. рунди, против шампиона Реја „Бум Бум” Манчинија.

### 21. век
Почевши од 2019. године, а већ 2020. избија пандемија ковида 19 која утиче на одржавање заказаних боксерских догађаја, јер су ограничења настала из здравствених предострожности неопходна за спречавање заразе, како за главне учеснике, тако и за помоћно особље и публику. Предузимају се превентивне мере, и постепено се одржавају борбе, током којих судија носи маску, а публика је одсутна.

## Бокс у Србији
Бокс је у Србију дошао почетком 20. века, истина, неорганизовано и неплански и сводио се на ударање у импровизоване џакове, а потом и спаринг. Године 1911. основан је први боксерски клуб у Београду, а први бокс меч организован је 1912. године у београдском биоскопу „Коларац” где је наступио Милета Недић против Ебера, боксера из Мађарске. Од 1924. до 1934. године боксери су наступали као чланови Тешкоатлетског и Шакачког савеза. После Другог светског рата, 18. децембра 1948. године у Београду је основан обновљени Боксерски савез Југославије, који је деловао као БС ФНРЈ, па после као БС СФРЈ. Од распада земље, 1991. године наши боксери наступају као представници СР Југославије, затим Србије и Црне Горе, а од 2006. године као представници Боксерског савеза Србије (БСС). После периода 90-тих и почетком овог века бокс у нашој земљи није бележио значајније резултате;последњих година, покренут је низ акција у циљу популаризације бокса у Србији. Успешно је стартовала Боксерска лига Србије, као и пројекат „Олимпијска школа бокса” који је привукао велику пажњу омладине у локалним заједницама.

## Бокс у уметности и популарној култури
Бокс је био део модерне популарне културе у многим земљама, представљен у песмама, филмским делима и другим облицима и различитим предметима. Представе боксера су стваране у скулптурама, а карикатуре и постери су били средства за изражавање идеја, критика или политичких ставова. Уметничке слике су одражавале неке догађаје из бокса, а у филателији су кружили различити дизајни на маркицама славећи и спорт и спортисте. Писане су књиге и објављивани часописи. Из бокса су настали новитети, као што су привесци, играчке и видео-игре. У цртаним филмовима повезиван је са кенгуром, а у стварности су кенгурима (и мачкама) стављане боксерске рукавице (постоји и аустралијска застава са пиктограмом кенгура боксера). Маскота и логотип компаније Netscape Communications Corporation, Мозила, првобитно је био зелен и носио је боксерске рукавице.
Аниме Hajime no Ippo говори о средњошколцу који се посвећује боксу и жели да постане професионални боксер.
Бокс се такође обрађује (иако на погрдан начин) у једној епизоди серије El Chavo del Ocho. Дон Рамон прича Чаву своје приче као боксера, и видевши ударац који Чаво задаје Кику, почиње да га тренира. Затим, Чаво показује Кику шта је научио, а када га овај удари, жали се мајци. Она и професор Хирафалес одлучују да се суоче са Дон Рамоном, сматрајући да га учи „предворју луднице”.
Године 2006. Ејми Мен и Гејл Маровиц, као уметничке директорке, освојиле су Греми награду за најбољи дизајн омота, са омотом албума The Forgotten Arm („Заборављена рука” на српском) који је илустрован блиским сусретом у боксу.

## Професионални и аматерски бокс
Током 17. и 19. века, мотивација за боксерске борбе био је новац, док су се борци такмичили за награду, промотери су контролисали улазнице, а гледаоци су се кладили на исход. Савремени олимпијски покрет оживео је интересовање за аматерски спорт, а аматерски бокс је постао олимпијски спорт 1904. године. У садашњем облику, олимпијске и друге аматерске борбе су обично ограничене на три или четири рунде, резултат се рачуна на основу броја чистих удараца који су погодили без обзира на утицај, а борци носе заштитну опрему за главу, смањујући број повреда, обарања и нокаута.
Професионални бокс остаје, далеко, најпопуларнији облик спорта на глобалном нивоу, иако је аматерски бокс доминантан на Куби и у неким бившим совјетским републикама. За већину бораца, аматерска каријера, посебно на Олимпијским играма, помаже у развоју вештина и стицању искуства у припреми за професионалну каријеру.

### Женски бокс
Иако постоје преседани од 18. века, бокс који практикују жене дуже је чекао на прихватање и популарност међу спортисткињама у многим земљама, под утицајем механизама предрасуда и дискриминације, што је захтевало познате судске процесе у неколико земаља да би се гарантовало право жена да се баве овим спортом.
Много је сличности са мушким боксом у погледу технике и посвећености спортисте, иако постоје и неке разлике. Женски бокс је био део Олимпијских игара у Лондону 2012. и дебитовао је на Панамеричким играма 2011. у Гвадалахари.
- Спектакли ван званичних прописа. Последњих деценија, из спорта бокса и одвојено од спектакла (више него атлетског), одржавају се женске борбе које нису нужно регулисане спортским савезима, већ су неформалнијег карактера, и углавном су представљене мушкој публици; ови мечеви, будући да су практично нерегулисани, могу користити рукавице веће величине.

### Мушки бокс
Бокс који практикују мушкарци има традиционални карактер, практично широм света. Историјски, мушки бокс је био ограничен и оспораван због могућности озбиљних повреда боксера, што је довело до еволуције правила са циљем заштите такмичара и минимизирања могућности повреда.
Од 1970-их, мушки бокс је склон фрагментацији у неколико међународних асоцијација, што озбиљно ограничава могућност постојања јединствених светских шампиона, те обично истовремено постоји више светских шампиона, у зависности од асоцијације која их признаје.

### Аматерски бокс
Аматерски пугилизам се може наћи на колеџ нивоу, на Олимпијским играма, на Светским првенствима, на Играма Комонвелта, на Панамеричким играма, на Јужноамеричким играма и на многим другим местима регулисаним од стране аматерских боксерских асоцијација. Аматерски бокс има систем бодовања који мери број чистих удараца, а не физичку штету. Мечеви се састоје од три рунде по три минута на Олимпијским играма, Играма Комонвелта, Панамеричким играма, Јужноамеричким играма и светским првенствима које регулише Међународна боксерска асоцијација или ИБА (International Boxing Association), са минутом одмора између рунди. Познат је и као олимпијски бокс.
Такмичари носе заштитне кациге и рукавице са траком на зглобовима, која представља укупну ударну површину обично у белој боји. Ударac (енгл. punch) се сматра бодовним ударцем само када боксери погоде белим делом рукавица. Сваки ударац који погоди главу или труп доноси један поен. Судија надгледа борбу како би се осигурало да такмичари користе само легалне ударце (појас на трупу представља доњу границу удараца: сваки боксер који зада ударац испод појаса бива дисквалификован). Судија такође пази да боксери не користе технике држања које спречавају противника да замахне (енгл. swing), а ако се то догоди, судија их раздваја и наређује им да наставе са боксом.
Бодовање борби врши пет судија, али у случајевима када за такмичење није доступан наведени број, задатак обављају три судије; овај изузетак се не примењује на олимпијске или међународне мечеве.
Поновљено хватање може довести до кажњавања боксера, а у крајњем случају и до дисквалификације. Судије ће прекинути борбу ако је боксер озбиљно повређен, ако један од боксера значајно доминира над другим или ако је резултат изразито једностран. Непрофесионалне борбе које се заврше на овај начин могу се назвати: „Судија прекинуо борбу” (енгл. RSC, referee stopped contest), „Надмоћнији противник” (енгл. RSCO, outclassed opponent), „Већи резултат противника” (енгл. RSCOS, outscored opponent), „Повреда” (енгл. RSCI, injury) или „Повреда главе” (енгл. RSCH, head injury).

### Професионални бокс
Мечеви у професионалном боксу су генерално много дужи од борби у аматерском боксу. Обично се борбе одвијају у распону од десет до дванаест рунди, мада су четири рунде уобичајене за мање искусне борце и боксере из спортских група. Такође се одржавају професионалне борбе од две или три рунде, посебно у Аустралији. Почетком 20. века, било је уобичајено да борбе имају неограничен број рунди, завршавајући се тек када један боксер одлучи да се повуче, што је погодовало боксерима високе енергије попут Џека Демпсија.
Петнаест рунди је остало међународно признато ограничење за шампионске борбе током већег дела 20. века, све до 1980. године, када су шампионски мечеви скраћени на дванаест рунди како би се побољшала заштита учесника. Заштитне кациге нису дозвољене у професионалним мечевима, а боксерима се обично дозвољава да приме много више казне пре него што се борба прекине. Ипак, у било ком тренутку, судија може прекинути борбу ако верује да један од учесника не може да се брани због повреде. У том случају, други учесник остварује победу техничким нокаутом.
Технички нокаут се такође досуђује у борби у којој боксер добије ударац који му изазове посекотину коју лекар сматра опасном. Из тог разлога, боксери често ангажују особе одговорне за збрињавање рана и заустављање крварења (катмени), чији је посао да третирају боксера између рунди како би могао да настави упркос посекотини. Ако боксер једноставно одлучи да не настави борбу, или ако његов угао прекине борбу, победник се такође кредитује победом техничким нокаутом. За разлику од аматерског бокса, професионални мушки боксери морају имати гола прса.

## Категорије

### Професионалне
Боксери се деле у категорије према својој тежини. У професионалном боксу, категорије и границе међу њима су исте за мушкарце и жене, са изузецима да у женском боксу не постоји категорија крузер и да је доња граница за тешку категорију нижа.
Следи 17 постојећих категорија у професионалном боксу:
- Минимална или сламка - мање од 47,7 kg (105 lb)
- Лака мува или јуниорска мува - 49 kg (108 lb)
- Мува - 50,8 kg (112 lb)
- Супермува или јуниорска бантам - 52,2 kg (115 lb)
- Бантам - 53,5 kg (118 lb)
- Супербантам или јуниорска перолака - 55,3 kg (122 lb)
- Перолака - 57,2 kg (126 lb)
- Суперперолака или јуниорска лака - 59 kg (130 lb)
- Лака - 61,2 kg (135 lb)
- Полувелтер или јуниорска велтер - 63,5 kg (140 lb)
- Велтер или полусредња - 66,7 kg (147 lb)
- Полусредња или јуниорска средња - 69,9 kg (154 lb)
- Средња - 72,6 kg (160 lb)
- Суперсредња - 76,2 kg (168 lb)
- Полутешка - 79,4 kg (175 lb)
- Крузер - 90,72 kg (200 lb). Само за мушкарце.
- Тешка:
  - Мушкарци: +90,72 kg (+200 lb)
  - Жене: +79,37 kg (+175 lb)

### Аматерске
У аматерском боксу, такмичари се такође групишу у категорије према својој тежини, и разликују се према томе да ли су у питању одрасли мушкарци, жене или кадети (малолетници). Међународна аматерска боксерска асоцијација (АИБА) признаје следеће категорије у аматерском боксу, које назива на следећи начин:
| Максимална граница тежине у категоријама аматерског бокса                                                                                            | Максимална граница тежине у категоријама аматерског бокса | Максимална граница тежине у категоријама аматерског бокса | Максимална граница тежине у категоријама аматерског бокса | Максимална граница тежине у категоријама аматерског бокса |
| Категорија | Сениори и јуниори (мушкарци)                              | Сениори и јуниори (мушкарци)                              | Сениорке и јуниорке (жене)                                | Сениорке и јуниорке (жене)                                |
| Категорија | Килограми                                                 | Фунте                                                     | Килограми                                                 | Фунте                                                     |
| --- | --------------------------------------------------------- | --------------------------------------------------------- | --------------------------------------------------------- | --------------------------------------------------------- |
| Лака мува категорија | 47                                                        | 105,82                                                    | 46                                                        | 101,41                                                    |
| Мува категорија | 51                                                        | 112,44                                                    | 48                                                        | 105,82                                                    |
| Бантам категорија | 54                                                        | 119,05                                                    | 51                                                        | 112,44                                                    |
| Перолака категорија | 57                                                        | 125,66                                                    | 54                                                        | 119,05                                                    |
| Лака категорија | 60                                                        | 132,28                                                    | 57                                                        | 125,66                                                    |
| Лака велтер | 64                                                        | 141,10                                                    | 60                                                        | 132,28                                                    |
| Велтер категорија | 66,678                                                    | 147                                                       | 64                                                        | 141,10                                                    |
| Полусредња категорија | 69                                                        | 154                                                       | 69,853                                                    | 154                                                       |
| Средња категорија | 75                                                        | 165,35                                                    | 69                                                        | 152,12                                                    |
| Полутешка категорија | 81                                                        | 178,57                                                    | 75                                                        | 165,35                                                    |
| Тешка | 91                                                        | 200,62                                                    | 81                                                        | 178,57                                                    |
| Супертешка категорија | Без ограничења                                            | Без ограничења                                            | Без ограничења                                            | Без ограничења                                            |
| Извор: Техничка и такмичарска правила. Додатак Ц: терминологија за тежинске категорије и распон тежина, Међународна аматерска боксерска асоцијација. |                                                           |                                                           |                                                           |                                                           |

Неке националне федерације су установиле неке измене у систему категорија који је одредила АИБА за међународне борбе. Једна од њих је стварање још једне категорије за жене, назване минимална тежина, са максималном границом од 46 kg. У осталим категоријама такође постоје разлике у границама. Коначно, ФЕБ успоставља максималну тежину од 86 kg (189,6 lb) за супертешку категорију у женском боксу, што значи да жене са већом тежином од те границе не могу да боксују.

## Правила
Типичан боксерски меч се састоји од одређеног броја рунди, од којих свака траје 3 минута. Најчешће има између 9 и 12 рунди, са минутом одмора између краја једне и почетка следеће рунде.
Овај меч регулише судија који је посредник и који комуницира са судијама и прати понашање бораца како би борба била што чистија.
У мечевима између боксера, идеално је да се борба сматра „чистом”, односно да се одржава спортски карактер са пуним такмичарским квалитетом који пружа спортски спектакл који се практикује широм света, иако у многим борбама то није оно што се заиста показује; стога је поштовање боксерских правила од кључне важности за спорт.
До три судије могу бити у рингу да бодују сваку рунду и додељују поене, чији број зависи од удараца, одбране, држања и другог. Ово може изазвати и изазивало је контроверзне ситуације у којима се један од бораца могао осећати „окраденим” за победу, сматрајући да се боље показао. Сваком боксеру се додељује угао у рингу где га прати његов тренер и секундант од поверења који га подржава. На крају сваке рунде, борци се морају вратити у унапред одређене углове. Циљ за победу је освојити максималан број поена. Одлука судија може бити једногласна или се могу разилазити. Други начини за победу су да боксер нокаутира противника, што ће се прецизно анализирати да ли је био потпун пад или се оклизнуо или пао. То ће одлучити судија.
Правила налажу да, у случају нокаута, судија мора бројати до десет да би нокаут био званичан (технички нокаут одлучују треће стране као што је лекар меча како би се гарантовала безбедност боксера).
Правилник прецизира забрањене тачке и детаљно описује кажњиве сценарије у спорту — било да је професионални или аматерски (amateur), било да је мушки или женски. Ове забрањене тачке укључују ударање испод појаса, пљување, хватање, грижење или гурање. Боксерски шортсеви су подигнути како противник не би могао да удари у препоне. Такође је забрањено ударање ногама, главом или било којим другим делом тела осим затвореним песницама покривеним боксерским рукавицама. Такође су забрањени ударци у потиљак или по леђима, врату или бубрезима.
Судија користи мимички језик да сигнализира фаулове током борбе.
Неке недозвољене акције:
- Ударање у потиљак или иза главе.
- Ударање ногом, гажење или грижење противника.
- Држање, хватање или стезање руку, кукова или врата ривала.
- Окретање леђа противнику и избегавање борбе.
- Саплитање, бацање, хватање или ударање бутина или ногу ривала.
- Ударање испод нивоа појаса у препоне (низак ударац).
- Намерно ударање главом, лактовима или раменима.
- Коришћење удараца отвореном шаком или гурање прстију у очи.
- Ударци задњом страном шаке су дозвољени док не погађају руку.
- Ударци у скоку су легални док ривал није погођен другим екстремитетом.
- Коришћење других предмета осим регуларних рукавица за ударање.[49]
- Сагињање испод линије појаса.[53]

Ако се прекрши неко од ових правила, то ће се сматрати фаулом који ће бити приписан боксеру који га је починио и може довести до упозорења, одузимања поена или дисквалификације боксера, што значи губитак борбе. Најчешћи начин дисквалификације је намерно покушавање неког од наведених фаулова.

## Борбе
Борбе у боксу најављује најављивач, који је задужен за изговарање имена боксера, њихове националности, опреме која их идентификује, тежине и висине сваког од њих. Такође најављује број рунди и да ли је борба пријатељска или је у питању титула. Такође наводи име судије и тројице судија за бодовање, и најављује број рунди од прве до последње.
На крају борбе, најављивач ће саопштити резултат сваког судије (у случају да није било нокаута), објавити победу нокаутом или „техничким нокаутом”. Такође ће навести име победника, или ако је борба завршена нерешено.
Од друге рунде и како би информисала публику, асистенткиња користи таблу са бројем следеће рунде.

### Пре борбе
- Тежина: сви боксери који учествују у планираној борби морају се појавити унапред и бити измерени и морају имати утврђену тежину у складу са категоријом којој припадају. Ако боксер не уђе у утврђени распон тежине, неће се квалификовати за догађај. Тежина сваког боксера се бележи.[49]
- Накит: боксери морају да се боре без накита, па ће судијско особље осигурати да нема огрлица, наруквица, копчи или било ког другог предмета, укључујући било какву илегалну тежину или предмет сакривен у рукавицама.[49]
- Маст: наношење масне или уљане масти на тело, обрве и остатак лица боксера је уобичајено, јер је то елемент који олакшава клизање удараца рукавицама.[49]
- Загревање: сваки боксер ће за себе (и на свој начин) припремити тело и ум; пре борбе ће можда желети да загреје мишиће (ротација зглобова, подизање телесне температуре и опште истезање) тела, укључујући мишиће врата. Можда ће добити општу или локалну активирајућу масажу на бутинама, листовима, леђима, раменима и трапезастом мишићу, или ће вежбати симулирајући различите ударце у ваздух, комбинације, финте и варке. Да би остали будни, настављају са малим скоковитим покретима, и уобичајено је да се боксер покрије огртачем док се приближава рингу.[49]

### Рунде
Борба је подељена на епизоде, које се називају рунде. Њихов број зависи од врсте догађаја. Време сваке од њих је ограничено на три минута. Епизоде су одвојене периодом одмора од једног минута.
Боксерски мечеви су првобитно одржавани без ограничења рунди и времена и без употребе рукавица. Наставили су се са обавезном употребом рукавица (до данас), али без ограничења рунди и времена. Затим су се одржавали на 20 рунди по 5 минута; потом на 15 рунди по 3 минута. Светски и континентални шампионати се одржавају на дванаест рунди по 3 минута; шампионати са националном титулом у игри су на 10 рунди по 3 минута, док се борбе без титуле или са неком мање важном титулом одржавају на 4, 6, 8 или 10 рунди (свака по 3 минута), према договору.
У професионалном боксу, рунде трају 3 минута. У аматерском нивоу, до 31. децембра 2008, мечеви су се одржавали на четири рунде по 2 минута. Због реформе правила 2008. године, број рунди и њихово трајање је следеће:
- Сениори мушкарци: 3 рунде по 3 минута (важи од 1. 1. 2009)
- Сениорке жене: 4 рунде по 2 минута (важи од 1. 1. 2009)[55]
- Јуниори мушкарци: 4 рунде по 2 минута
- Јуниорке жене: 3 рунде по 2 минута
- Кадети мушкарци: 3 рунде по 2 минута
- Кадеткиње жене: 3 рунде по 1½ минута (важи од 1. 1. 2009)

У неким професионалним спектаклима, пре рунде и током одмора, број рунде се означава таблом са видљивим бројем за публику; коју носи едекана која обилази унутрашњу периферију ринга.

#### Еволуција
У следећој табели приказана је еволуција броја рунди у боксу кроз историју, трајање рунди и титула у игри.
Симбол бесконачности (∞) значи без ограничења или неограничено, до пада противника. 
| Број рунди | Временско ограничење по рунди | Титула у игри                                         | Употреба рукавица | Важеће |
| ---------- | ----------------------------- | ----------------------------------------------------- | ----------------- | ------ |
| ∞          | ∞                             | Светска титула                                        | Не                | Не     |
| ∞          | ∞                             | Светска титула                                        | Да                | Не     |
| 20         | 5 минута                      | Светска титула                                        | Да                | Не     |
| 15         | 3 минута                      | Светска титула                                        | Да                | Не     |
| 12         | 3 минута                      | Светска титула Континентална титула                   | Да                | Да     |
| 10         | 3 минута                      | Национална титула Мање важна титула Без титуле у игри | Да                | Да     |
| 8          | 3 минута                      | Мање важна титула Без титуле у игри                   | Да                | Да     |
| 6          | 3 минута                      | Мање важна титула Без титуле у игри                   | Да                | Да     |
| 4          | 3 минута                      | Мање важна титула Без титуле у игри                   | Да                | Да     |

### Обарање
Током ограниченог времена борбе у рунди, боксер може оборити или бити оборен. Боксер може задати јак ударац, добро пласиран ударац, или ударац који је затекао противника без доброг ослонца и тиме му пореметио равнотежу или га тренутно онесвестио, што ће резултирати тиме да судија примени бројање за заштиту. Било је случајева када су оба боксера истовремено пала на под.

### Бројање за заштиту
Током рунде, ако ударац обори противника, он има право на бројање за заштиту, што значи да током неколико секунди — које одређује судијско особље — неће бити ни удараца ни напада док боксер не покаже да је спреман да настави. Али бројање има границу, на пример десет секунди које броји и прстима показује судија, тако да ако се бројање заврши, а боксер се није опоравио, победа у борби ће бити додељена борцу који је задао разоран ударац.
Међутим, то што се оборени боксер подигне пре него што се период бројања заврши, не гарантује да ће се догађај наставити; није довољно да се спортиста усправи, већ и његово ментално стање, да му поглед није изгубљен, или да није претрпео тешке повреде су фактори које судијско особље узима у обзир приликом одлучивања о наставку борбе. Ако је потребно, лекари процењују тренутно стање боксера, мишљење које се прихвата било да се борба заустави или настави.

### Нокаут
У рундама, кад год боксер прими ударац који га избаци из борбе, често због губитка свести, то се назива нокаут (K.O., knockout) и он је ван борбе. Нокаут је један од најспектакуларнијих (и контроверзних) догађаја у боксерском спектаклу и одлучујући је за исход борбе, јер боксер који је нокаутиран губи меч. Контроверза обухвата то што је синоним за губитак свести. Нокаут (K.O. од енглеског knock-out) се дешава када бројање достигне границу, а боксер се није опоравио.
Постоје и технички нокаути, који такође одлучују ко је победник. Ова врста нокаута се дешава када један од два борца више не одговара на нападе другог, а судија прекида борбу. Такође, ако један од бораца не жели више да се бори и преда се, окрећући леђа противнику или не излазећи у ринг за следећу рунду.

### Победа одлуком судија
Ако борба протекне кроз све договорене рунде, а један од боксера није нокаутиран или дисквалификован, онда ће се о исходу борбе одлучити на основу укупног броја поена које је сваки борац освојио у свакој рунди. То значи да се у свакој рунди један боксер могао боље показати од свог противника; то значи да су судије судијског колегијума догађаја посматрале квалитет борбе сваког боксера и доделиле му поене у зависности од прецизности његових удараца, броја удараца, ефикасности удараца, да ли се боксер држао спортски и такмичарски, итд. Белешке које су судије направиле на својим картицама ће им показати бодове које су доделили сваком боксеру, а њихове оцене ће бити саопштене судији догађаја, који ће прочитати резултате и прогласити победника. Ако су тројица судија и сваки је видео да је један боксер имао бољу борбу, одлука ће се сматрати једногласном.

## Ринг
У савременом пугилизму, борбени простор се назива „ринг” због облика његове главне површине, иако је званична реч на енглеском ring. То је платформа структурирана тако да омогући да публика види борбу; платформа даје висину догађају, и подигнута је без претеривања, тако да - у грубим цртама - може бити у нивоу груди или рамена особа које стоје поред ње, на пример техничких посматрача. Његова конструкција мора бити сигурна и равна, а главна површина не сме имати никаквих препрека.
У боксерским ринговима се такође често одржавају борбе вале тудо.

### Платно илиринг
Осим што означава материјал, платно се назива и површина на којој се борба одвија, односно површина по којој се боксери крећу. У основном облику, она је природне боје текстила, а у софистициранијем облику може бити плава, и у зависности од догађаја, може се користити као промотивно средство, за маркетинг и рекламирање. Подлога мора бити од одобреног материјала, као што је филц, или од материјала који има еластичност попут гуме. Материјал мора бити затегнут и фиксиран. Назива се и ринг (енглески за „прстен”) јер је у почетку био кружан.
У боксерским мечевима, платно добија на регулаторној важности, јер ако боксер буде нокаутиран и остане на платну након заштитног бројања које одреди судијско особље, то ће резултирати поразом за тог борца и победом за боксера који је нанео казну. Стога, остати на платну је еквивалентно губитку меча. Једна од основних мера за наставак борбе је да боксери остану на ногама.
Један од начина да се борба одложи је да се једно колено спусти на платно; то ће сигнализирати реферу да је боксер затражио да се борба заустави из неког разлога.

#### Степенице
Према правилима аматерског бокса, око ринга морају бити три степенице: једна у сваком углу додељеном боксерима, где они и њихов тим за подршку могу да се попну, и једна степеница у неутралном углу, преко које судије и лекари могу приступити борбеном простору.

### Углови
Пошто је борбена зона четвороугаоник, један угао је додељен једном борцу, а супротни угао другом. Ови углови су подручја која представљају место за окупљање боксера током периода одмора, рецимо од једног минута, између рунди. Ту се такође тим за подршку спортисте бави збрињавањем његових рана, нуђењем воде и савета. Тим у углу је од велике важности током меча, јер познаје боксера, често га прати од тренинга, и може да понуди прилагођавања технике у борби и одбрани јер посматра развој борбе изван конопаца.
Тим за подршку може се састојати од главног тренера, помоћног тренера и болничара задуженог за затварање рана и заустављање крварења.
На крају рунде, уобичајено је да се унесе столица како би се боксер сео и мало одморио и како би му се лакше пружила помоћ; када се боксер врати да се бори у следећој рунди, седиште (и било који други предмет) се уклања како би се простор ослободио. У модерним дизајнима, седиште је причвршћено за стуб угла који такође обезбеђује осовину ротације како би се позиционирало или уклонило ротацијом око своје осе.

#### „Бацање пешкира”
Из угла, тим за подршку може „бацити пешкир” ако сматра да је то паметно за добробит боксера; то значи да тренер може зауставити борбу у било ком тренутку бацањем свог пешкира (који је обично бео) или сунђера, како би сигнализирао судијском особљу ову одлуку. Стога је фраза „бацити пешкир” еквивалентна предаји.
Одлука да се баци пешкир према центру платна, и последично одмах заустави борба прихватањем пораза, лежи на разборитости тима за подршку боксера, и то је одлука која се поштује и остаје као коначан резултат иако боксер који учествује није сагласан са тим.
Заустављање борбе може спречити неповратну штету боксеру.

### Конопци
Једна од карактеристика модерног ринга је употреба конопаца који ограничавају његов периметар. Конопци означавају регуларну површину за бокс и пружају одређени степен сигурности спортистима, јер се меч одвија на платформи. Конопци су обложени, понекад у једнобојним бојама. Постављени су паралелно један другом, и има их четири или три по страни. Њихов пречник је такође ограничен у распону дебљине; између 3 и 5 центиметара за аматерска боксерска такмичења.
Употреба конопаца током боксерског меча постаје стратешка у зависности од одбране и напада. Поражени борац може покушати да се наслони леђима на конопце током напада свог противника, или да потражи заклон покривајући леђа на стубу неког угла и надајући се да ће конопци у близини ометати ударце. Стога, употреба фразе „бити уза зид” (букв. „бити уз конопце”) указује на неповољну и тешку ситуацију.
У прошлости, употреба конопаца је била ограниченија. У почетку, без конопаца, затим са три, или мање, много лабавијим него што се користе у 21. веку; између углова, конопци имају затезаче који помажу у одржавању константнијег размака између конопаца.
Растојање конопаца у односу на површину ринга: 40,6 cm / 71,1 cm / 102,6 cm / 132,1 cm.

### Звоно
Свака рунда је временски ограничена, а боксери су обавештени да започну рунду и да заврше сваку рунду и одмах прекину ударце када чују звук звона. Уобичајено је да се боксери обавесте 10 секунди пре него што звоно зазвони. Метални тон звона се чује, генерално, само једном у свакој прилици. Звоно звони један од судија или члан судијског особља, тако да се не налази унутар ринга већ око њега. Неправилно је наставити са ударцима након што се чује звоно. Звук звона може бити метални или електронски.

## Одећа и лична заштита
- Штитник за уста.
- Штитник за препоне (суспензор).
- Боксерски завоји за шаке.
- Пар рукавица са чичак-траком (лево) и пар рукавица са еластиком (десно).

Опрема за борбу у великој мери зависи од врсте меча, односно да ли је у питању професионални или аматерски догађај. У аматерском спорту користи се кацига која штити главу, као и мајица.
Међу осталим додацима спортске опреме за пугилизам налазе се:
- Штитник за уста.
- Чарапе.
- Појас за подршку.
- Медицинска шкољка (штитник за тестисе, штитник за препоне).
- Огртач. Ово је део гардеробе пре и после догађаја.

### Рукавице
Ако је боксерски догађај био борба голим рукама, сада се спорт по правилима практикује уз употребу рукавица, које пружају одређени степен амортизације.
Производња рукавица је еволуирала, а понекад су се мењали и коришћени материјали. За израду се користила кожа краве или козе, а за пуњење се користила слама или коњска длака. Синтетички материјали се често користе. Коришћени материјали утичу на тврдоћу или заштиту рукавица. Једна од сврха рукавица је заштита зглобова прстију. Нормалне боксерске рукавице изгледају као пар надуваних рукавица и везују се око зглобова на унутрашњој страни подлактице. Постоје рукавице које уместо везица имају чичак-траку.
Постоје рукавице различитих марки, које производе разне компаније, и нуде се у разним бојама. Важно је имати на уму тежину рукавица, да ли су професионално израђене, да ли су одобрене према правилима која се поштују, да ли су за тренинг или за игру ван олимпијског спорта.
Боксери пре стављања рукавица превијају песнице и зглобове. Пошто се професионалне рукавице везују везицама на унутрашњој страни зглоба, боксеру се помаже и приликом стављања и скидања рукавица.

### Шортс
Два учесника носе боксерске шортсеве који се међусобно разликују. Ово је важно јер је то начин да се разликују ривали и да судије лакше доделе тачне поене у складу са њиховим наступом.
Шортсеви или „кратке панталоне” могу бити сатенски и упадљивих боја; неки боксери воле да укључе неки препознатљив или јединствен дизајн. Са епохама и модом, одећа се мењала.
У савременом боксу, овај одевни предмет има еластични појас који га држи на боксеру; линија појаса постаје граница зона које се могу контактирати у борби, што значи да ударци морају бити усмерени изнад ње, па је низак ударац недозвољен и кажњава се.

### Обућа
Спортске патике које користе савремени боксери пружају подршку чланцима, па их обућа покрива, јер њихова висина може досећи до листова. Доњи део ципела је што лакши да не омета спретно кретање, а ђон пружа довољно приањања на подлогу. Закопчавају се пертлама, а доступне су у белој боји или у разним бојама и моделима. Неки боксери су користили упечатљиву декорацију ципела као начин да одврате противника. Поред обуће, добар положај стопала је неопходан у успешној боксерској техници, јер обезбеђује покретљивост, стабилност и омогућава генерисање веће снаге.

## Физичка спремност
Ако је за бављење било којим спортом потребна припрема, у боксу брига о боксеру добија на значају због суровости спорта. Особа која жели да се бави боксом мора водити рачуна о низу ствари за своје тело, како физичких тако и менталних. Како спорт захтева, мора се избегавати свака штетна активност по здравље: навика пушења и алкохол, јер они смањују кондицију током тренинга или током меча.
- Дијета: озбиљност бављења спортом од стране спортисте натераће га да пази на своју исхрану и навике у јелу, јер унос хране и течности и време варења треба узети у обзир пре борби, јер ће то утицати на тежину и перформансе. Конзумирање угљених хидрата, адекватан унос соли и калијума, и правилна хидратација тела су кључни за уравнотежење планиране исхране боксера, која треба да обезбеди најповољније резултате за сваког боксера.

- Тренинг: за почетак тренинга бокса,[63] потребан је дуг период физичке припреме, учења дисања. Почиње се трчањем, пожељно је у раним јутарњим сатима и по местима са дрвећем и неравним тереном. Првих недеља се може трчати између 2 и 4 км, равномерно и дишући кроз нос, или скакати преко вијаче са одређеним ритмом и временом. Поред тога, тренира се снага издржљивости или основна снага кроз различите вежбе са сопственом тежином (или сопственим телом), и дуг период фундаменталног или техничког усавршавања (као што су: заузимање положаја чувара, ударање, блокирање / пасивно и активно покривање, и како прихватити неке од удараца) и тактичког (као што су: кретање, избегавање, извођење финти (сегментално кретање тела врата, рамена или кука), или варке (лажне технике), контранапад и предвиђање), као и дефинисање стратегије (било офанзивне или дефанзивне) према способностима, искуству и психологији самог боксера или противника са којим се бори.

Могу се изводити додатне вежбе за руке, зглобове, врат и труп ради кондиционирања, за тежину борбе, и извођење малих „спринтова”, у временима која не прелазе минут, а која ће се прогресивно продужавати у даљини или интензитету. У наредним недељама, укупна раздаљина која се прелази лаганим трчањем ће се повећавати. Требало би водити рачуна да то не буде исцрпљујуће, прилагођавајући се физичкој форми и спортском искуству боксера. Све ово због тога што бокс захтева и експлозивност и издржљивост.
Када се трчање заврши, прелази се у теретану, где ће се вежбати техничко (квалитет покрета) — тактичке (кретање) вежбе са различитим справама, као што су крушка, луда крушка, џак и конопац.
У тренинг ће бити укључени бројни тренинг мечеви или „спаринзи”, против различитих противника сличних онима са којима ће се суочити. Пугилизам је експлозиван спорт са високим захтевима за анаеробним и аеробним радом, где се препоручује тренирање способности: брзине, снаге, издржљивости, издржљивости експлозивне снаге и аеробне издржљивости; могу се тренирати у теретани узимајући у обзир метод техничко-тактичких понављања, континуирани метод или интервални метод; који укључују различите контроле као што су проценти максималног броја понављања (% РМ, у зависности од врсте снаге коју треба развити) у допунском раду са теговима, или проценти срчане фреквенције (% ФЦ под којима се тренира основна или специфична издржљивост), број понављања по серији, време одмора и брзина извођења. Постоје и други комплементарни методи рада у зависности од периода припреме у којем се спортиста налази, као што су плиометрија, различите игре координације, са или без опреме, или кроз кружни метод, који је веома коришћен у неколико борилачких спортова.

### Користи за здравље
Као активан и динамичан спорт, бокс нуди следеће предности:
1. Сагоревање масти.
2. Повећање мишићног тонуса.
3. Јачање костију и лигамената.
4. Повећање кардиоваскуларне спремности.
5. Боље перформансе мишића.
6. Већа стабилност језгра.
7. Већа снага и моћ.
8. Ослобађање од стреса.
9. Боља координација и телесна свест.
10. Веће самопоуздање.

Уз пажљив и промишљен приступ, бокс може бити веома користан за здравље. Џема Руег, регионална шампионка из Бурнемаута у Дорсету у две тежинске категорије, бавила се боксом током целе трудноће и вратила се у ринг три недеље након порођаја. Бокс јој је помогао да се ослободи зависности од алкохола и депресије.

## Опрема
Будући да се у боксу изводе снажни и понављани ударци, морају се предузети мере опреза како би се спречило оштећење костију шаке. Већина тренера не дозвољава боксерима да тренирају нити спарингују (тренинг меч) без завоја за руке и зглобове и без боксерских рукавица. Завоји (обмотавање) се користе за учвршћивање костију шаке, а рукавице се користе за заштиту руку од сувих повреда, омогућавајући боксерима да задају ударце са већом снагом него да их не користе.
Рукавице су обавезне у такмичењима од краја 19. века, иако су модерне боксерске рукавице теже од оних које су користили боксери почетком 20. века. Пре борбе, оба боксера се договарају о тежини рукавица које ће се користити у мечу, са разумевањем да лакше рукавице омогућавају тешким ударцима да нанесу већу штету. Марка рукавица такође може утицати на утицај удараца, па се и то одређује пре меча.
Постоје разни типови боксерских рукавица, као и кацига, завоја, штитника за уста... Веома је важно да познајемо сваки од њих пре него што се посветимо бављењу пугилизмом. Тако ћемо за ударање у боксерски џак користити рукавице без прстију; за спаринг ћемо користити теже рукавице; а за такмичење ћемо користити лакше рукавице.
Боксери вежбају своје вештине на две основне врсте врећа за ударање. Мала „брза” врећа за ударање у облику сузе користи се за развијање рефлекса и вештина понављајућег ударања, док се цилиндрична „тешка” врећа, испуњена крпама, сунђером, кожом или замењена синтетичким материјалом, користи за вежбање снажних удараца и удараца у тело. Поред ових специфичних делова опреме, боксери такође користе општију опрему за тренинг како би повећали снагу, брзину и агилност. Међу опремом за тренинг се обично налазе: слободни тегови, справе за веслање, конопац за скакање и медицинске лопте.
Штитници за главу су обавезни у аматерском пугилизму и користе их професионалци када се боре у виду тренинга како би се заштитили од посекотина, огреботина и отока.

### Крушка
Крушка, позната и као punching ball, једна је од најистакнутијих справа у тренингу; њеном вежбом постиже се добра брзина руку и велика прецизност у ударцима. Сама справа је попут лопте у облику крушке. Обешена је о даску својим најужим делом и то тако да је у висини очију. Као последица ударца песницом, крушка удара у даску, одбијајући се у било ком смеру. Боксер мора са лакоћом и прецизношћу савладати покрете ове справе.

### Луда крушка
Ова справа, сличнија лопти, причвршћена је за плафон и под гуменим тракама, што јој даје велику покретљивост и, када прими ударац, насилно се враћа. Вежбање са овом справом пружа боксеру добру реакцију и тактичку адаптацију или кретање у нападу или контранападу. Ова вежба се мора изводити на врховима ножних прстију и увек се окретати око справе, симулирајући кружење око противника.

### Џак за ударање, или врећа
Џак је платнена врећа обложена кожом, која се пуни памуком, сунђером, кожом или крпама. Величина му је око 50 центиметара у пречнику и 80 центиметара у висину. Поставља се обешен са плафона, тако да подсећа на противника и да се лако може ударати. Пружа чврстину у ударцу.

### Огледало и остало
Још једно веома корисно средство је огледало. У њему, боксер може да посматра и проучава свој гард, исправљајући рупе које настају приликом било каквог ударца. Поред тога, може да исправи неправилно постављање стопала. Други облици укључени у комплетан тренинг могу бити коришћење сопствене сенке и силуете коју производи спортиста, и спаринг мечеви, или тренинг борбе где асистент тренер помаже у симулирању противника у будућој борби.

## Техника и тактика
Бокс има много стилова, постоје фајтери, техничари, ударци, дефанзивци, контранападачи итд., са богатим „техничким” знањем, чије учење и усавршавање захтева много сати рада у теретани.
Ове технике су усмерене како на одбрану, тако и на кретање унутар квадрилатерала и на извођење сваког од удараца, при чему се генерално подразумева да је неопходно научити добру технику ако се жели напредовати у тренингу и пружити добар спектакл.
Уопштено, почиње се учењем положаја „основног гарда” што подразумева добро стајање, са левим стопалом напред и десним, мало уназад (за дешњаке), и мало отворено. Одржавање добре позиције стопала је неопходно, због равнотеже и ослонца који то представља.
Положај трупа треба да буде са увученим стомаком и благо погрбљен, са левом руком у висини јагодица и десном у висини браде. Лева рука ће бити истуренија од десне (треба пазити да се руке не спуштају, јер су оне главна одбрана и свестрана заштита) са лактовима благо затвореним, како би се заштитио стомак, и померати их да се заштите бубрези и јетра. Раме које остаје напред, увек треба да буде више подигнуто штитећи браду која је скоро прилепљена уз њега.
За ходање или кретање, стопала не смеју бити спојена, прекрштена или у правој линији, јер је десна нога ослонац, а ако се споје или неправилно поставе, губи се равнотежа, а такође и кретање мора бити на врховима прстију.
За напредовање, прво се истура лева нога, а затим десна, увек без спајања. Обрнуто за повлачење, прво се помера десна нога, а затим лева — увек за дешњаке. За бочно кретање: удесно, прво десна и улево прво лева, увек без спајања стопала.
Ударци су усмерени ка телу, лицу и глави противника. Класификују се, према путањи коју рука прелази, на праве или закривљене, а могу бити узлазни, силазни или паралелни са тлом. Чак и силазни.
Сваки ударац има своје име:
1. директ (jab),
2. крос (cross) или директ,
3. аперкат (uppercut) или узлазни гард,
4. кроше (crochet) или хоризонтални гард и
5. свинг или волеј.

Њихова ефикасност у тренутку удара зависи од координације свих мишића и костију тела који учествују у његовом извођењу, брзине боксера и преноса тежине на песницу која удара.
На пример, ударац назван „директ” или „крос” треба да буде усмерен ка бради противника, ротирајући врх стопала ка унутра у зависности од руке којом се удара (десна са десном и лева са левом) ротирајући струк, леђа и убацујући раме (индикације се мењају за леворуке).

### Ударци
Постоје четири основна типа удараца у боксу: џеб, крос / директ или крос, аперкат и кроше. Ако је боксер дешњак (ортодоксан), његова лева рука је водећа, док десна остаје у задњој позицији. За леворуког боксера, позиције су супротне наведеним. За илустративни пример, следећа дискусија полази од перспективе дешњака:
- Џеб или перкусион ударац левом руком
- Крос, крос (десница) или директ
- Кроше или хоризонтални гард
- Аперкат или узлазни гард
- Џеб

- Џеб — Брз и директан ударац, изведен предњом руком из гарда. Џеб је праћен малом ротацијом трупа и кука, у смеру казаљке на сату, док се песница ротира за 90 степени, добијајући хоризонталну линију удара у зглобовима у тренутку удара. Како ударац достиже свој највећи опсег, предње раме се поставља испред браде штитећи је. Рука која се налази у задњој позицији остаје уз лице да заштити вилицу. Након ударања у мету, предња рука се брзо повлачи да би поново заузела позицију гарда испред лица. Џеб је препознат као најважнији ударац у арсеналу боксера, јер му пружа праву меру сопствене способности гарда и оставља врло мало простора за примање ударца од противника. Има дужи домет од било ког другог ударца и не захтева велики напор или пренос тежине. Због мање снаге, џеб је перкусион ударац, односно бржи него снажан и обично се користи за одржавање дистанце са противником, тестирање његове одбране, застрашивање, и припрему тежих и снажнијих удараца. Може се додати интервал, преносећи цело тело са ударцем, за додатну снагу. Неки истакнути боксери који су успели да развију релативну снагу у својим џебовима и користе их да кажњавају, замарају или ослабљују своје противнике до одређене мере, били су Лари Холмс и Владимир Кличко.
- Крос / директ или унакрсни — Ово је снажан и директан ударац изведен задњом руком. Из позиције гарда, задња рука се помера од браде, прелази преко тела и директно се усмерава ка лицу противника. Задње раме се поставља напред и завршава додирујући спољну страну браде. Истовремено, предња рука се повлачи и поставља испред лица како би заштитила унутрашњи део браде. За већи ударац, труп и кук се ротирају у смеру супротном од казаљке на сату у тренутку када се изводи крос. Такође постоји пренос тежине са задње ноге на предњу, што узрокује да се супротна пета окрене према споља, и на тај начин делује као ослонац за пренос тежине. Као и код џеба, може се направити и међукорак. Након извођења кроса, рука се брзо повлачи и поново заузима позиција гарда. Може служити за сузбијање ефекта џеба, усмеравање ка глави или телу противника, или за припрему гарда. Крос такође може следити џеб, што доводи до класичне комбинације „један-два”. Овај ударац такође носи назив „директ”, „десни” или „десница”.

- Кроше — Полукружни ударац, назива се и хоризонтални гард, изводи се предњом руком и усмерен је ка глави противника. Из гарда, лакат се повлачи са песnicom у хоризонтали (зглобови напред), и заузима кривудаву позицију. Супротна рука се чврсто поставља испред вилице ради заштите браде. Труп и кук се ротирају у смеру казаљке на сату, покрећући песницу у облику уског лука ка предњем делу тела и повезујући се са метом. Истовремено, предње стопало се окреће преко предњег дела стопала, окрећући леву пету према споља. Након удара, кружна путања крошеа нагло се завршава и предња рука се брзо повлачи у позицију гарда. Кроше такође може ударити у доњи део тела, при чему су овде још интересантнији циљеви јетра и бубрези, тако да ова стратегија често добија назив „поцепотина” или „rip”, како би се разликовала од конвенционалног крошеа у главу. Кроше се такође може извести задњом руком.

- Аперкат — Такође назван узлазни гард. Вертикални и узлазни ударац који се изводи задњом руком. Полазећи од позиције гарда, труп се поставља благо удесно, задња рука пада испод нивоа груди противника, а колена се благо савијају. Из ове позиције, задња рука се помера навише у облику лука ка бради или трупу противника. Истовремено, колена се брзо исправљају, а труп и кук се ротирају у смеру супротном од казаљке на сату, померајући задњу пету према споља, симулирајући тако закривљено кретање тела кроса. Стратешка корисност аперката зависи од способности покретања ка телу противника, што доводи до низа узастопних напада без замаха. Десни аперкат, након којег следи још један леви гард, прилично је снажна комбинација.

Ови различити типови удараца могу се изводити у брзом низу како би се формирале комбинације или „комбоси”. Најчешћа комбинација је џеб са кросом (или унакрсним), позната као „један-два”. Обично је то ефикасна комбинација, јер џеб блокира поглед противнику, или га удара, или му одвлачи пажњу, омогућавајући чистији и фокусиранији ударац.

#### Одбрамбени положаји
Постоји неколико одбрамбених или гард позиција које се користе у боксу. Пасивна одбрана се сматра прекршајем. Унутар сваког стила, постоје значајне варијације између бораца, јер неки могу држати руке више како би боље заштитили главу, док други држе руке ниже у висини трупа како би пружили бољу заштиту од напада на тело. Многи мењају свој одбрамбени стил током борбе како би се прилагодили тренутној ситуацији, бирајући најприкладнију позицију за заштиту. Боксери који користе ортодоксну поставку или гард штите своју браду задњом руком у нижој тачки, а предњом руком у висини браде или носа.
Што се тиче положаја вилице, препоручљива је пракса коришћења рамена као бочних заштитника, односно, могуће је одржавати ниво рамена и висину вилице, како брада не би била толико изложена бочним ударцима. У случају примања бочних удараца у вилицу, страна вилице се може притиснути уз једно од рамена као начин заустављања кретања главе изазваног ударцем. Постоји неколико основних маневара за избегавање или блокирање удараца.
- Проклизавање
- Померање главе
- Блокирање
- Покривање
- Загрљај
- Репозиционирање
- Одмицање

#### Пик-а-бу
У пик-а-бу гарду, познатом понекад као „слушалице”, руке се стављају са стране главе, и испред лица, са лактовима чврсто увученим уз тело.
Овај одбрамбени стил се учи боксеру како да блокира ударце противника, након што стекне искуство може одлучити да ли ће променити или варирати гард. Овај стил гарда користи величину рукавица за заштиту. И налази се на пола пута у погледу смањења штете од контраудараца / контранапада и директних удараца. Боксер може да парира овом гарду, али је тешко. Међутим, било је боксера који то могу да ураде веома добро. Ова одбрана добро штити борца, али се занемарује труп. Ударци куком могу оштетити руке и удари се могу примити иза лактова. Овај стил гарда, са великом издржљивошћу, користио је Мајк Тајсон, на средњој дистанци, као боксер нокаутер.

#### Армирани крст или француски гард
У овом гарду, подлактице се постављају једна преко друге, водоравно испред лица, са рукавицом једне руке која се налази на врху лакта друге руке. Овај стил се много мења када се задња рука (десна за ортодоксног борца и лева за леворуког) подигне вертикално. То је најефикаснији стил за смањење повреда главе. Једини главни ударац на који је борац подложан је „џеб” у врх главе. Тело је отворено, али већина бораца који користе овај стил савијају се и нагињу како би заштитили тело, али док је усправно и непромењено тело је изложено ударцима. Овај положај је веома тежак за контранапад, али елиминише сва оштећења главе.

#### Фили шел,Хитменили гард ракова
Овде се најнапреднија рука (лева за ортодоксног борца и десна за леворуког) поставља преко трупа, углавном негде између пупка и груди, док рука исте руке лежи на супротној страни трупа борца. Задња рука се поставља са стране лица (десна за ортодоксне борце и лева за леворуке). Најнапредније раме се чврсто повлачи унутра уз страну лица. Овај стил користе борци као „контраудар”. Да би се извела ова одбрана, борац мора бити веома атлетски и искусан. Овај стил је толико ефикасан за „контраудар” јер омогућава борцима да избегавају ударце ротацијом и спуштањем горњег дела тела и да генеришу нападе који дезоријентишу борца. Након што први ударац збуни, задња рука је у савршеној позицији да удари противника који је погрешно постављен.
Нагиб рамена се користи у овом положају. Да би се извео нагиб рамена, борац се ротира и спушта када ударац противника долази ка њему, а затим се поново ротира ка свом противнику док повлачи руку уназад. Борац ће задати ударац задњом руком док се ротира ка свом беспомоћном противнику.
Слабост овог стила лежи у томе што када борац стоји непомично и без ротације, изложен је ударцима, тако да борац мора бити атлетски спреман и добро трениран да би ефикасно извео овај стил. Да би победили борце који користе овај стил, противници континуирано користе џеб како би утрнули раме и руку противника до тачке имобилизације.

## Стратегија
Пре почетка борбе потребно је припремити општи план или стратегију за оптималан развој борбе, било да је офанзивна или дефанзивна, управљајући техничко-тактичким ресурсима и енергијом, или начином њихове расподеле током вечери.
Још један веома важан фактор је психолошки аспект, који се у сваком тренутку мора знати регулисати. Први рунди борбе, по правилу, посвећују се проучавању противника; пажња се посвећује форми, обликујући најефикаснији начин за победу у борби.
Боксер без много искуства нема други избор осим да учествује у неколико борби, против разних ривала различитих карактеристика како би тако повећао и проширио своје знање. Међутим, постоје неке опште смернице за борбу у зависности од ривала.
У својим најједноставнијим поставкама, оне могу бити:
- Ако се боримо против вишег ривала, настојаћемо да борбу пренесемо на његов терен и избегавамо борбу на даљину, где ће нас, због својих већих димензија, сигурно доминирати, због великог домета руку. Настојаћемо да задајемо ударце у тело.
- Ако се, напротив, борба одвија са нижим непријатељем, планираће се коришћење борбе на даљину, користећи његов мањи домет руку.
- Ако се борба одвија са леворуким борцем, препоручљиво је препустити му иницијативу у нападу, покушавајући да се измакне удесно и удари десном песницом.
- Када је ривал „фајтер”, односно онај који финтира (користи покрете тела) и/или вара (користи лажне технике) како би стално подстицао напад, мора се применити све техничко знање, избегавајући све нападе, користећи те тренутке да му се зада ударац контранападом, или истовремено са његовим нападом.

- За веома брзе боксере користиће се ниски ударци, усмерени углавном на стомак и јетру, у процесу исцрпљивања док не буду спремни за нокаут.
- Када се боримо против хладнокрвног и прорачунатог борца, једини преостали лек је покушај да се борба води на менталнији начин од њега, покушавајући да наметнемо сопствени ритам.
- Ако је противнички боксер од оних који чекају да их нападнемо, настојаћемо да поставимо борбу на дистанци, варајући рукама, финтирајући телом и кретањем, терајући га да изађе на терен / дистанцу или тактичку ситуацију која му се не свиђа или коју не контролише.
- Генерално, сваког боксера треба кажњавати ударцима у труп, у меке делове, где су резултати најповољнији.

Да би се развиле горе наведене тачке, гард се може тренутно отворити, што може бити опасно ако се на то не пази. Спуштање гарда и спуштање руку јасан је знак умора.

## Опасности бављења спортом
У октобру 2010. године, Дијарио Кроника, из Аргентине, детаљно је описао стотине удараца примљених у тело и главу у борби Шенона Бригса против Виталија Кличка, што је Бригса послало на интензивну негу, критикујући тренера што није „бацио пешкир”. И, упркос недавним смртима, бивши председник Светски боксерски савета (WBC) од 1975. године, Хосе Сулајман, изјавио је у новембру 2010. да је бокс сигуран спорт. Смртни случајеви у боксу дешавали су се у различитим деловима света и у различитим класама или категоријама. Остављање особе без свести или чак изазивање потреса мозга може довести до трајног оштећења мозга. Не постоји јасна граница између силе потребне за нокаут особе и силе која може убити особу. Осим тога, контактни спортови, посебно борилачки спортови, повезани су са болешћу мозга званом хронична трауматска енцефалопатија, скраћено ЦТЕ. Ова болест почиње да се развија током живота спортисте и наставља да се развија након престанка спортске активности. У марту 1981. године, неурохирург др Фред Соненшајн настојао је да користи компјутеризовану томографију у покушају да прати дегенерацију когнитивних функција боксера након што је видео пропадање Бенија Брискоа. Од 1980. до 2007. године, више од 200 аматерских боксера, професионалних боксера и Toughman бораца умрло је због повреда у борби или на тренингу. Године 1983. уводници у Journal of the American Medical Association позвали су на забрану бокса. Уредник, др Џорџ Лундберг, назвао је бокс „опсценошћу” која „треба да буде санкционисана у сваком цивилизованом друштву”. Од тада, британска, канадска и аустралијска медицинска удружења су позвала на забрану бокса. Присталице забране тврде да је бокс једини спорт где је циљ повређивање другог спортисте. Др Бил О'Нил, портпарол за бокс Британског медицинског удружења, подржао је предложену забрану бокса од стране БМА: „То је једини спорт где је намера да се нанесе озбиљна повреда противнику, и ми верујемо да треба потпуно забранити бокс”. Противници одговарају да је такав став погрешно мишљење, тврдећи да се аматерски бокс бодује само према укупном броју повезаних удараца без награде за „повреду”. Примећују да су многи искусни професионални боксери имали успешне каријере без наношења повреда противницима акумулирањем бодовних удараца и избегавањем удараца који освајају рунде бодоване 10-9 по систему 10 поена, и истичу да постоји много других спортова где су потреси мозга много чешћи. Међутим, подаци показују да је стопа потреса мозга у боксу највиша од свих контактних спортова. Осим тога, понављајући, подконклузивни ударци у главу, а не само потреси мозга, узрокују ЦТЕ, а докази указују да су оштећења мозга и ефекти ЦТЕ озбиљнији у боксу.
Године 2007. студија аматерских боксера показала је да заштитне кациге не спречавају оштећење мозга, а друга је открила да су аматерски боксери изложени високом ризику од оштећења мозга. Студија из Гетеборга анализирала је временске нивое неурофиламентне светлости у цереброспиналној течности који закључују да је то доказ оштећења, иако се нивои убрзо смањују. Опсежније студије неуролошке функције у већим узорцима које је спровео Универзитет Џон Хопкинс 1994. године и стопе несрећа које је анализирао Национални савет за безбедност 2017. године показују да је аматерски бокс сигуран спорт због прописа аматерског бокса и веће контроле спортиста, иако се студије нису фокусирале на ЦТЕ или његове дугорочне ефекте. Осим тога, добра методологија тренинга и кратка каријера могу смањити ефекте оштећења мозга.
Године 1997. основано је Америчко удружење професионалних лекара поред ринга како би се створили медицински протоколи путем истраживања и образовања за спречавање повреда у боксу.
Професионални бокс је забрањен на Исланду, Ирану и Северној Кореји. Био је забрањен у Шведској до 2007. године, када је забрана укинута, али су уведена строга ограничења, укључујући четири рунде по три минута за борбе. Бокс је био забрањен у Албанији од 1965. године до пада комунизма 1991. године. Норвешка је легализовала професионални бокс у децембру 2014. године.

## Организације, турнири и првенства
За разлику од других спортова где се додељују трофеји, у професионалном боксу највећа титула која се може освојити је шампионски појас. Последњих година, под изговором да се повећа активност у различитим категоријама, већина организација је одлучила да поделе титуле (појасеве) шампиона на два, па чак и на три дела. На тај начин често налазимо регуларног светског шампиона и још једног привременог, а титула би требало да се оспорава између њих двојице, што се углавном не дешава. Овоме треба додати велики број регионалних титула које издају поменуте организације.
На аматерским боксерским турнирима уобичајено је добијање трофеја. На Олимпијским играма се додељују медаље четворици првопласираних (победнику, финалисти и двојици полуфиналиста — јер се не бори за треће место). Међународна организација професионалног бокса је фрагментирана у неколико међународних организација. Четири од њих су најпризнатије:
- Светски боксерски савет (WBC)
- Светска боксерска асоцијација (WBA)
- Међународна боксерска федерација (IBF)
- Светска боксерска организација (WBO)

Остале међународне организације су Међународна боксерска организација (IBO), Светска федерација професионалног бокса (WFPB), Светска боксерска унија (WBU), Међународни боксерски савет (IBC), Светска боксерска комисија (WBC), Међународна боксерска асоцијација (IBA) и Међународна боксерска федерација (IBFe).
Њима треба додати организације које регулишу женски бокс, као што су Међународна боксерска асоцијација за жене (WIBA) и Међународна асоцијација боксерки (IFBA). Са друге стране, аматерски бокс регулише једна светска организација, Међународна боксерска асоцијација (ИБА).

## Кућа славних
Спорт бокса има две признате Куће славних: Међународна кућа славних бокса (IBHOF) и Светска кућа славних бокса (WBHF).
WBHF је основао Еверет Л. Сандерс 1980. године. Од свог оснивања WBHF никада није имала стално место или музеј, што је омогућило новијој, IBHOF-у, да стекне већи публицитет и престиж.
Кућа славних бокса инспирисана је као почаст коју је један амерички град одао двојици локалних хероја 1982. године. Град Канастота, Њујорк, (око 15 миља источно од Сиракјуса) одао је почаст бившем светском шампиону у велтер/средњој категорији, Кармен Басилио и његовом нећаку, бившем светском шампиону у велтер категорији Билију Бекусу. Људи из Канастоте су прикупили новац за почаст која је инспирисала идеју о стварању званичног места, куће славних за истакнуте боксере сваке године.
Међународна кућа славних бокса отворена је у Канастоти 1989. године. Први који су ушли 1990. године били су Џек Џонсон, Бени Леонард, Џек Демпси, Хенри Армстронг, Шугар Реј Робинсон, Арчи Мур и Мухамед Али. Церемонија увођења у кућу славних одржава се сваког јуна као део четвородневног догађаја.
Присталице које долазе у Канастоту за викенд када се одржавају индукције уживају у низу догађаја који укључују сесије аутограма са утврђеним распоредом, боксерске изложбе, параду садашњих и бивших боксера који су ушли, и саму церемонију индукције.
У Лас Вегасу постоји још једна Кућа славних посвећена боксу.